# Blepharopoda pilitarsis
Blepharopoda pilitarsis là một loài ruồi trong họ Tachinidae.